# Округ Мајнер (Јужна Дакота)
Мајнер (енгл. Miner County) је округ у америчкој савезној држави Јужна Дакота.

## Демографија
По попису из 2010. године број становника је 2.389, што је 495 (-17,2%) становника мање него 2000. године.
| Група             | 2000.         | 2010.         |
| Белци             | 2.833 (98,2%) | 2.320 (97,1%) |
| Афроамериканци    | 15 (0,5%)     | 3 (0,1%)      |
| Азијати           | 3 (0,1%)      | 9 (0,4%)      |
| Хиспаноамериканци | 18 (0,6%)     | 31 (1,3%)     |
| Укупно            | 2.884         | 2.389         |